# 平上神谷
平上神谷（たいら かみかべや）は、福島県いわき市の大字である。郵便番号は970-8028。

## 地理
いわき市中央部の平地区に属し、地区内中部に位置する。北で平上片寄、東で平中神谷、南で平塩、西で平鎌田、北西で平大室とそれぞれ隣接する。概ね町村制施行以前の磐城郡上神谷村の流れを汲む地域である。夏井川左岸の平地の北寄りとそれに連なる山間部を範囲とする。当地内に平鎌田、平上片寄の飛地があるほか、平鎌田に当地の飛地が存在する。平野部に水田が広がり、山裾に集落が広がる。内郷御厩町に所在するいわき中央警察署及び平字正内町に所在する平消防署がそれぞれ管轄にあたる。

### 主な字
字
- 熊ノ下
- 黒磯
- 中

- 下
- 北ノ町
- 上

- 一町田
- 石ノ町
- 五反町

- 神谷分
- 反町

## 河川
- 小川江筋

## 歴史
- 1879年1月27日 - 笠間藩領上神谷村が福島県内における郡区町村制の施行により磐城郡の村となる[4]。
- 1889年4月1日 - 町村制の施行により上神谷村が塩村、鎌田村、中神谷村、上片寄村、下片寄村と合併し、磐城郡神谷村が発足する。旧上神谷村域は神谷村の大字となる[4]。
- 1896年4月1日 - 磐城郡と周辺郡との合併により石城郡が発足し、石城郡神谷村となる[4]。
- 1950年5月15日 - 神谷村が平市と合併し、平市の大字となる[4]。
- 1966年10月1日 - 平市が磐城市・常磐市・内郷市・勿来市、石城郡小川町・遠野町・四倉町・川前村・田人村・好間村・三和村、双葉郡久之浜町・大久村と合併しいわき市となり、いわき市平地区の大字となる[4]。

## 世帯数と人口
2023年10月31日現在の世帯数と人口は以下の通りである。
| 大字     | 世帯数  | 人口  |
| -------- | ------- | ----- |
| 平上神谷 | 106世帯 | 254人 |

## 小・中学校の学区
市立小・中学校に通う場合、学区は以下の通りとなる。
| 番地 | 小学校                 | 中学校                 |
| ---- | ---------------------- | ---------------------- |
| 全域 | いわき市立平第六小学校 | いわき市立平第二中学校 |

## 交通

### 道路
- 一級市道鎌田上片寄線

### バス
新常磐交通路線バス
- （いわき駅方面） - 八坂神社 - いわき支援学校 （昌平高校方面）
  - ＮＴ～八ツ坂～いわき～昌平中高
  - いわき駅～昌平中高

小名浜～玉川～鹿島～昌平中高
- （いわき駅方面） - 八坂神社 - いわき支援学校
  - いわき駅～いわき支援学校

## 施設
- 福島県立いわき支援学校
- 浄土宗住善寺